# Municipio de Kungsbacka
El municipio de Kungsbacka (en sueco: Kungsbacka kommun) es un municipio en la provincia de Halland, al sur de Suecia. Su sede se encuentra en la ciudad de Kungsbacka. El municipio actual fue creado con la fusión de la ciudad de Kungsbacka con Tölö en 1969, con Säröen en 1971 y con tres municipios adyacentes en 1974.

## Geografía
El municipio está estrechamente integrado en la región del área metropolitana de Gotemburgo, pero a pesar de esto, administrativamente no forma parte de la provincia de Västra Götaland como el resto de la región. Un hito geográfico local es la lengua glaciar Fjärås bräcka, al sur de Kungsbacka, pero es la costa la característica geográfica predominante. El municipio recibe su agua potable del cercano lago Lygnern. El agua se somete a un proceso de filtración natural a medida que gotea a través de la lengua, lo que contribuye a su calidad.

## Localidades
Hay 22 áreas urbanas (tätort) en el municipio:
| #  | Tätort           | Población |
| -- | ---------------- | --------- |
| 1  | Kungsbacka       | 17,784    |
| 2  | Onsala           | 11,375    |
| 3  | Billdal          | 9,609     |
| 4  | Åsa              | 3,218     |
| 5  | Särö             | 2,982     |
| 6  | Fjärås kyrkby    | 2,213     |
| 7  | Frillesås        | 1,924     |
| 8  | Backa            | 1,516     |
| 9  | Vallda           | 1,439     |
| 10 | Anneberg         | 1,398     |
| 11 | Västra Hagen     | 810       |
| 12 | Ölmanäs          | 787       |
| 13 | Buerås           | 556       |
| 14 | Halla Heberg     | 509       |
| 15 | Lerkil           | 411       |
| 16 | Gundal och Högås | 363       |
| 17 | Hagryd-Dala      | 355       |
| 18 | Hjälmared        | 341       |
| 19 | Brattås          | 339       |
| 20 | Kläppa           | 298       |
| 21 | Hjälm            | 251       |
| 22 | Röda Holme       | 201       |